# Чванов, Лаврентий Андреевич

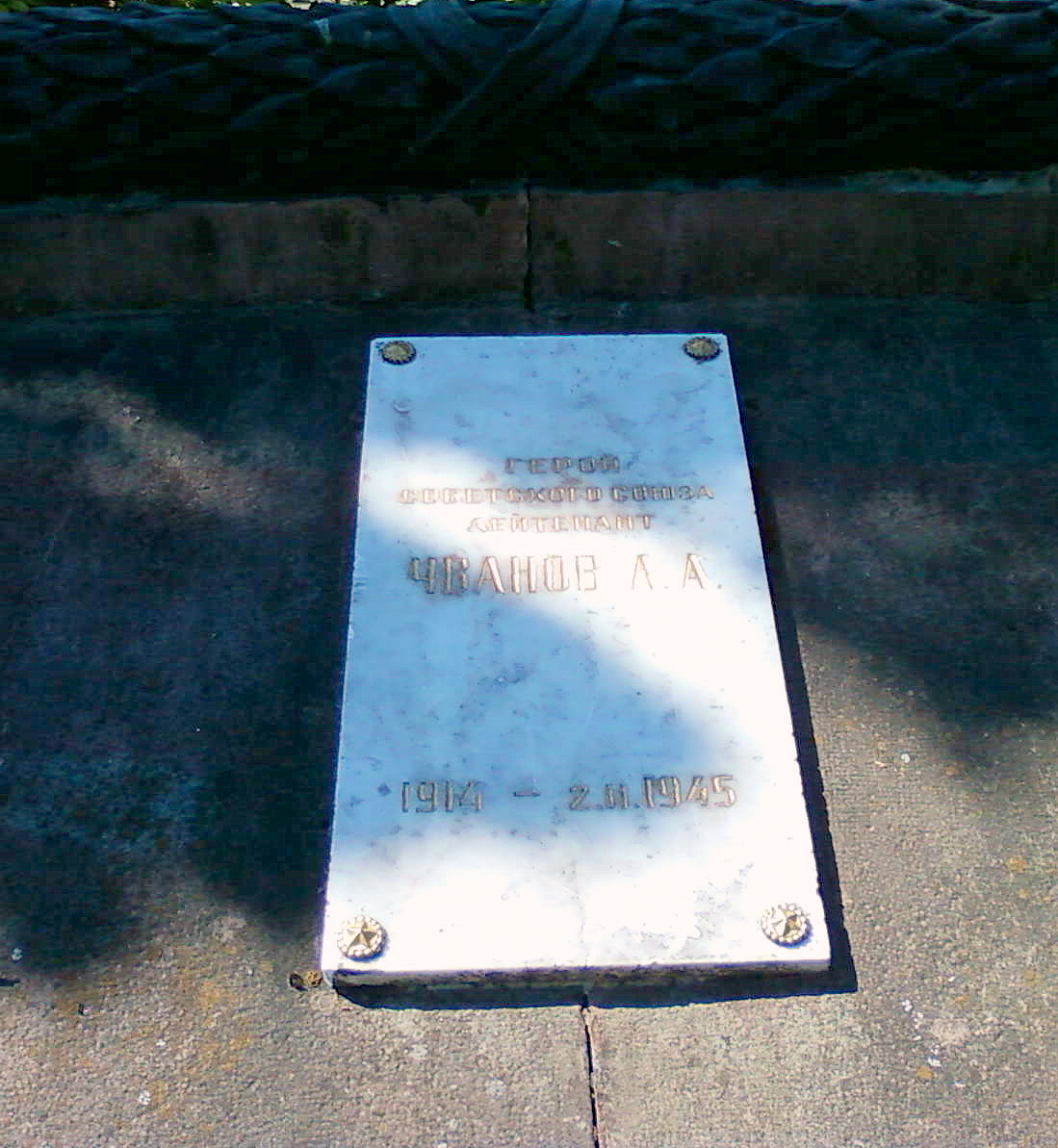
Место захоронения Героя Советского Союза Л. А. Чванова на Холме Славы во Львове

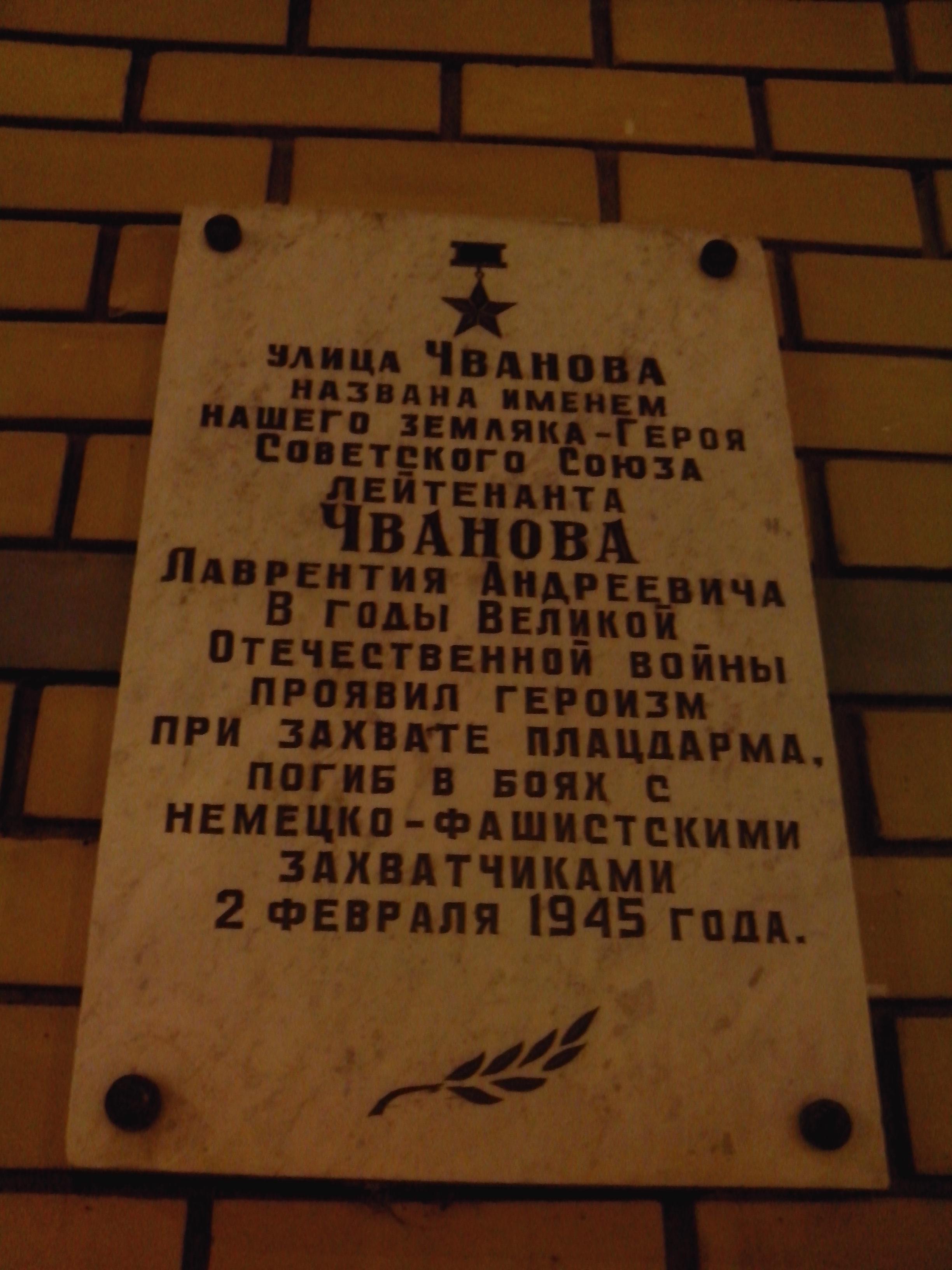
Табличка установленная в г. Кстово

Лаврентий Андреевич Чванов (23 августа 1914, дер. Чаглава Шелокшанской волости (теперь Кстовского района Нижегородской области) — 2 февраля 1945, на Одере) — советский офицер, танкист, в годы Великой Отечественной войны — лейтенант, командир роты 71-й механизированной бригады 9-го механизированного корпуса 3-й гвардейской танковой армии 1-го Украинского фронта, Герой Советского Союза.

## Биография
Родился 23 августа 1914 года в крестьянской семье в деревне Чаглава Шелокшанской волости Нижегородского уезда Нижегородской губернии (ныне Кстовского района Нижегородской области) на берегу реки Кудьма. После окончания неполной средней школы работал в городе Горьком.
В начале Великой Отечественной войны в 1941 году был призван в ряды Красной Армии. На фронте с июня 1942 года. Ранен в июле 1942 года. Сражался на 1-м Украинском фронте. 
В марте 1943 года заместитель командира роты по строевой части лейтенант Л. А. Чванов в составе мотострелкового пулемётного батальона 59-й танковой бригады отличился при наступлении на деревню Владимировская, возглавив левый фланг роты, в стремительной атаке перерезал пути отхода противника и обеспечил успех своего подразделения. За этот эпизод был представлен к ордену Красной Звезды, однако по представлению командира 59-й танковой бригады был награждён медалью «За отвагу». В сентябре 1943 года в числе первых переправился на западный берег Днепра, умело руководил боевыми действиями роты и обеспечил захват плацдарма.
6 ноября 1943 года в бою за село Хотов Киево-Святошинского района Киевской области с двумя солдатами вышел к шоссе, по которому двигалась колонна фашистов, и, открыв внезапный огонь, вызвал панику в его рядах, в результате чего, отступавшие гитлеровцы попали под огонь наших танков и автоматчиков и были полностью уничтожены. Отличилась его танковая рота и на Правобережной Украине, совершая дерзкие вылазки в тыл врага.
Указом Президиума Верховного Совета СССР «О присвоении звания Героя Советского Союза генералам, офицерскому, сержантскому и рядовому составу Красной Армии» от 10 января 1944 года за «образцовое выполнение боевых заданий командования на фронте борьбы с немецко-фашистскими захватчиками и проявленные при этом отвагу и геройство» удостоен звания Героя Советского Союза с вручением ордена Ленина и медали «Золотая Звезда» (№ 2099).
Погиб герой 2 февраля 1945 года при форсировании Одера.
Похоронен в городе Львове (Украина) на Холме Славы, где покоится прах 26 Героев Советского Союза.

## Награды
- Медаль «Золотая Звезда» № 2099 Героя Советского Союза (10 января 1944);
- орден Ленина (10 января 1944);
- медали, в том числе медаль «За отвагу» (12 марта 1943).

## Память
- В деревне Чаглава в его честь была установлена мемориальная доска.
- В городе Кстово в его честь названа улица и установлена соответствующая мемориальная табличка.